# Исланд на Европском првенству у атлетици у дворани 1972.
Исланд је девитовао на 3. Европском првенству у атлетици у дворани 1972. одржаном у Греноблу, Француска, 14. и 15. марта. У првом учешћу на европским првенствима у дворани репрезентацију Исланда представљао је 1 атлетичар који се такмичи у трчању на 3.000 метара.
На овом првенству Исланд није освојила ниједну медаљу, а његов такмичар Торстејн Торстејнсон оборио је национални рекорд  на 800 метара у дворани.
У табели успешности (према броју и пласману такмичара који су учествовали у финалним такмичењима (првих 8 такмичара)) Исланд је са једним учесником у финалу заузео последње 23. место са 2 бода, од 23 земље које су имале представнике у финалу, односно све земље учеснице су имали представника у финалу.
| Плас. | Земља  | 1. место | 2. место | 3. место | 4. место | 5. место | 6. место | 7. место | 8. место | Бр. финал. - Бод. |
| ----- | ------ | -------- | -------- | -------- | -------- | -------- | -------- | -------- | -------- | ----------------- |
| 23.   | Исланд | −        | −        | −        | −        | −        | −        | 1 − 2    | −        | 1 − 2             |

## Резултати

### Мушкарци
| Атлетичар            | Дисциплина | Лични рекорд | Квалификације | Квалификације | Полуфинале | Полуфинале | Финале      | Финале | Детаљи |
| Атлетичар            | Дисциплина | Лични рекорд | Резултат      | Место         | Резултат   | Место      | Резултат    | Место  | Детаљи |
| -------------------- | ---------- | ------------ | ------------- | ------------- | ---------- | ---------- | ----------- | ------ | ------ |
| Торстејн Торстејнсон | 800 м      |              | 2:05,37       | 4. у гр 1. КВ |            |            | 1:53,26 НРд | 7 / 9. |        |

## Биланс медаља Исланда после 3. Европског првенства у дворани 1970—1972.
|      | Земља      |                 |                 |                 |                 |
| 1—2. | 1970—1971. | Није учествовао | Није учествовао | Није учествовао | Није учествовао |
| 3    | 1972.      | 0               | 0               | 0               | 0               |
| 1—3  | Укупно     | 0               | 0               | 0               | 0               |
| ---- | ---------- | --------------- | --------------- | --------------- | --------------- |

|                                        | Атлетичар/ка                           |                                        |                                        |                                        |                                        |                                        |
| Није било вишеструких освајача медаља. | Није било вишеструких освајача медаља. | Није било вишеструких освајача медаља. | Није било вишеструких освајача медаља. | Није било вишеструких освајача медаља. | Није било вишеструких освајача медаља. | Није било вишеструких освајача медаља. |
| -------------------------------------- | -------------------------------------- | -------------------------------------- | -------------------------------------- | -------------------------------------- | -------------------------------------- | -------------------------------------- |